# Parque forestal de San Andrés de Comesaña
El parque forestal de San Andrés de Comesaña, también conocido como parque de la Guieira, de la Aguieira o parque de la Fontesanta, es un parque forestal situado en la parroquia de Comesaña, en la ciudad española de Vigo. Está situado junto al lugar de la Aguieira. Tiene una superficie total de 29 200 m² y pertenece a la comunidad de montes de San Andrés de Comesaña. Se acondicionó en el año 2001, y forma parte de la ruta GR-53 que atraviesa los montes de Vigo por la zona más alta, desde el monte de la Madroa hasta la Garrida. El parque está atravesado por parte del recorrido del río Lagares, y en su orilla se sitúan varios molinos fluviales.
A nivel paisajístico, está formado por pinos, eucaliptos (entre Comesaña y Coruxo se hizo la primera plantación de este árbol en la zona, en socalcos, a orillas del río Pontón y del molino de Lourenzo; para asegurarle el riego se construyó una presa), robles, castaños, abedules y sauces. En la parte alta del parque se encuentran rocas graníticas irregulares fruto de la erosión. Desde los puntos más altos hay panorámicas de la ría y las islas Cíes. 
Este parque, así coma otros lugares de la parroquia, se quemaron en la ola de incendios de octubre de 2017. Una de las personas fallecidas durante ese incendio fue un vecino de esta parroquia, mientras ayudaba a apagar el fuego.

## Usos
A nivel recreativo, el parque cuenta con varias mesas, barbacoa y asadores, fuentes y un mirador a 164 metros sobre el nivel del mar, desde el cual se pueden divisar las Islas Cíes y la ría de Vigo.

## Senderos
El parque forestal de Comesaña forma parte de un conjunto de montes que rodean la ciudad de Vigo. La ruta GR-53, que atraviesa el parque, es un sendero de gran recorrido que circunvala el municipio de Vigo por sus montes. Con una longitud de 40 kilómetros, es de carácter circular, y es la ruta de senderismo más grande de la ciudad olívica.

## Accesos
El acceso al parque forestal se puede realizar en automóvil privado o transporte público. Por la carretera de Valladares en dirección a Vigo, tomando la salida de Matamá, o por la carretera de Matamá a Freixo, pasando el cruce de Freixo, a mano derecha. 